# 4312 Knacke
4312 Knacke је астероид главног астероидног појаса чија средња удаљеност од Сунца износи 2,384 астрономских јединица (АЈ).
Апсолутна магнитуда астероида је 13,1.